# Đội tuyển bóng đá nữ quốc gia Thụy Điển
Đội tuyển bóng đá nữ quốc gia Thụy Điển (tiếng Thụy Điển: Svenska damfotbollslandslaget) là đội tuyển đại diện cho Thụy Điển tại các giải đấu bóng đá nữ quốc tế và được quản lý bởi Hiệp hội bóng đá Thụy Điển (SvFF).
Thụy Điển được công nhận là một trong những đội tuyển nữ xuất sắc nhất thế giới. Đội đã có một lần giành chức vô địch tại Giải vô địch bóng đá nữ châu Âu vào năm 1984, bên cạnh đó là ba lần giành ngôi á quân vào các năm 1987, 1995 và 2001. Tại Giải vô địch bóng đá nữ thế giới, thành tích tốt nhất của đội là vị trí á quân năm 2003. Ngoài ra, đội cũng có bốn lần giành hạng ba vào các năm 1991, 2011, 2019 và 2023. Cho đến nay, Thụy Điển đã tham dự mười Giải vô địch châu Âu, tám Giải vô địch thế giới và sáu Thế vận hội Mùa hè.

## Thành tích tại các giải đấu quốc tế

### Giải vô địch bóng đá nữ thế giới
| Năm       | Thành tích  | Pos  | Pld | W  | D* | L  | GF | GA |
| --------- | ----------- | ---- | --- | -- | -- | -- | -- | -- |
| 1991      | Hạng ba     | 3rd  | 6   | 4  | 0  | 2  | 18 | 7  |
| 1995      | Tứ kết      | 5th  | 4   | 2  | 1  | 1  | 6  | 4  |
| 1999      | Tứ kết      | 6th  | 4   | 2  | 0  | 2  | 7  | 6  |
| 2003      | Á quân      | 2nd  | 6   | 4  | 0  | 2  | 10 | 7  |
| 2007      | Vòng bảng   | 10th | 3   | 1  | 1  | 1  | 3  | 4  |
| 2011      | Hạng ba     | 3rd  | 6   | 5  | 0  | 1  | 10 | 6  |
| 2015      | Vòng 16 đội | 16th | 4   | 0  | 3  | 1  | 5  | 8  |
| 2019      | Hạng ba     | 3rd  | 7   | 5  | 0  | 2  | 12 | 6  |
| 2023      | Hạng ba     | 3rd  | 7   | 5  | 1  | 1  | 14 | 4  |
| Tổng cộng | Á quân      | 9/9  | 47  | 28 | 6  | 13 | 85 | 52 |

### Thế vận hội Mùa hè
| Năm       | Thành tích | Pos | Pld | W  | D* | L  | GF | GA |
| --------- | ---------- | --- | --- | -- | -- | -- | -- | -- |
| 1996      | Vòng bảng  | 6th | 3   | 1  | 0  | 2  | 4  | 5  |
| 2000      | Vòng bảng  | 6th | 5   | 4  | 0  | 1  | 8  | 2  |
| 2004      | Hạng tư    | 4th | 5   | 2  | 0  | 3  | 4  | 5  |
| 2008      | Tứ kết     | 6th | 4   | 2  | 0  | 2  | 4  | 5  |
| 2012      | Tứ kết     | 7th | 4   | 1  | 2  | 1  | 7  | 5  |
| 2016      | Á quân     | 2nd | 6   | 1  | 3  | 2  | 4  | 8  |
| 2020      | Á quân     | 2nd | 6   | 5  | 1  | 0  | 14 | 4  |
| Tổng cộng | Á quân     | 7/7 | 31  | 12 | 7  | 12 | 38 | 36 |

### Giải vô địch bóng đá nữ châu Âu
| Năm       | Thành tích               | Pos                      | Pld                      | W                        | D*                       | L                        | GF                       | GA                       |
| --------- | ------------------------ | ------------------------ | ------------------------ | ------------------------ | ------------------------ | ------------------------ | ------------------------ | ------------------------ |
| 1984      | Vô địch                  | 1st                      | 4                        | 3                        | 0                        | 1                        | 6                        | 4                        |
| 1987      | Á quân                   | 2nd                      | 2                        | 1                        | 0                        | 1                        | 4                        | 4                        |
| 1989      | Hạng ba                  | 3rd                      | 2                        | 1                        | 0                        | 1                        | 3                        | 3                        |
| 1991      | Không vượt qua vòng loại | Không vượt qua vòng loại | Không vượt qua vòng loại | Không vượt qua vòng loại | Không vượt qua vòng loại | Không vượt qua vòng loại | Không vượt qua vòng loại | Không vượt qua vòng loại |
| 1993      | Không vượt qua vòng loại | Không vượt qua vòng loại | Không vượt qua vòng loại | Không vượt qua vòng loại | Không vượt qua vòng loại | Không vượt qua vòng loại | Không vượt qua vòng loại | Không vượt qua vòng loại |
| 1995      | Á quân                   | 2nd                      | 3                        | 1                        | 0                        | 2                        | 9                        | 8                        |
| 1997      | Bán kết                  | 3rd                      | 4                        | 3                        | 0                        | 1                        | 6                        | 2                        |
| 2001      | Á quân                   | 2nd                      | 5                        | 3                        | 0                        | 2                        | 7                        | 4                        |
| 2005      | Bán kết                  | 3rd                      | 4                        | 1                        | 2                        | 1                        | 4                        | 4                        |
| 2009      | Tứ kết                   | 5th                      | 4                        | 2                        | 1                        | 1                        | 7                        | 4                        |
| 2013      | Bán kết                  | 3rd                      | 5                        | 3                        | 1                        | 1                        | 13                       | 3                        |
| 2017      | Tứ kết                   | 7th                      | 4                        | 1                        | 1                        | 2                        | 4                        | 5                        |
| 2022      | Bán kết                  | 4th                      | 5                        | 3                        | 1                        | 1                        | 9                        | 6                        |
| Tổng cộng | Vô địch                  | 11/13                    | 42                       | 22                       | 6                        | 14                       | 72                       | 47                       |

## Cầu thủ

### Đội hình hiện tại
Đội hình các cầu thủ được triệu tập tham dự Giải vô địch bóng đá nữ thế giới 2023.
| Số | VT | Cầu thủ                          | Ngày sinh (tuổi)  | Trận | Bàn | Câu lạc bộ      |
| -- | -- | -------------------------------- | ----------------- | ---- | --- | --------------- |
| 1  | TM | Zećira Mušović                   | 26 tháng 5, 1996  | 16   | 0   | Chelsea         |
| 12 | TM | Jennifer Falk                    | 26 tháng 4, 1993  | 17   | 0   | BK Häcken       |
| 21 | TM | Tove Enblom                      | 20 tháng 11, 1994 | 0    | 0   | KIF Örebro      |
|    |    |                                  |                   |      |     |                 |
| 2  | HV | Jonna Andersson                  | 2 tháng 1, 1993   | 86   | 3   | Hammarby IF     |
| 3  | HV | Linda Sembrant                   | 15 tháng 5, 1987  | 138  | 17  | Juventus        |
| 4  | HV | Stina Lennartsson                | 4 tháng 4, 1997   | 2    | 0   | Linköpings FC   |
| 5  | HV | Anna Sandberg                    | 23 tháng 5, 2003  | 3    | 0   | BK Häcken       |
| 6  | HV | Magdalena Eriksson (3rd captain) | 8 tháng 9, 1993   | 102  | 10  | Bayern Munich   |
| 13 | HV | Amanda Ilestedt                  | 17 tháng 1, 1993  | 71   | 13  | Arsenal         |
| 14 | HV | Nathalie Björn                   | 4 tháng 5, 1997   | 56   | 6   | Everton         |
|    |    |                                  |                   |      |     |                 |
| 9  | TV | Kosovare Asllani (vice-captain)  | 29 tháng 7, 1989  | 176  | 45  | AC Milan        |
| 16 | TV | Filippa Angeldahl                | 14 tháng 7, 1997  | 42   | 12  | Manchester City |
| 17 | TV | Caroline Seger (captain)         | 19 tháng 3, 1985  | 238  | 32  | Rosengård       |
| 19 | TV | Johanna Rytting Kaneryd          | 12 tháng 2, 1997  | 32   | 2   | Chelsea         |
| 20 | TV | Hanna Bennison                   | 16 tháng 10, 2002 | 37   | 1   | Everton         |
| 22 | TV | Olivia Schough                   | 11 tháng 3, 1991  | 109  | 13  | Rosengård       |
| 23 | TV | Elin Rubensson                   | 11 tháng 5, 1993  | 85   | 4   | BK Häcken       |
|    |    |                                  |                   |      |     |                 |
| 7  | TĐ | Madelen Janogy                   | 12 tháng 11, 1995 | 36   | 8   | Hammarby IF     |
| 8  | TĐ | Lina Hurtig                      | 5 tháng 9, 1995   | 68   | 20  | Arsenal         |
| 10 | TĐ | Sofia Jakobsson                  | 23 tháng 4, 1990  | 148  | 23  | San Diego Wave  |
| 11 | TĐ | Stina Blackstenius               | 5 tháng 2, 1996   | 97   | 29  | Arsenal         |
| 15 | TĐ | Rebecka Blomqvist                | 24 tháng 7, 1997  | 28   | 7   | VfL Wolfsburg   |
| 18 | TĐ | Fridolina Rolfö                  | 24 tháng 11, 1993 | 83   | 28  | Barcelona       |

### Triệu tập gần đây
Các cầu thủ dưới đây được triệu tập trong vòng 12 tháng.
| Vt                                                     | Cầu thủ             | Ngày sinh (tuổi)  | Số trận | Bt | Câu lạc bộ             | Lần cuối triệu tập                 |
| ------------------------------------------------------ | ------------------- | ----------------- | ------- | -- | ---------------------- | ---------------------------------- |
| TM                                                     | Cajsa Andersson     | 19 tháng 1, 1993  | 2       | 0  | Linköpings FC          | v. Úc, 12 tháng 11 năm 2022        |
| TM                                                     | Emma Lind           | 21 tháng 7, 1995  | 0       | 0  | Roma                   | v. Úc, 12 tháng 11 năm 2022        |
| TM                                                     | Emma Holmgren       | 13 tháng 5, 1997  | 0       | 0  | Lyon                   | v. Pháp, 11 tháng 10 năm 2022      |
|                                                        |                     |                   |         |    |                        |                                    |
| HV                                                     | Hanna Lundkvist INJ | 17 tháng 7, 2002  | 4       | 0  | Atlético Madrid        | v. Nam Phi, 23 tháng 7 năm 2023    |
| HV                                                     | Emma Kullberg       | 25 tháng 9, 1991  | 12      | 0  | Brighton & Hove Albion | v. Na Uy, 11 tháng 4 năm 2023      |
| HV                                                     | Amanda Nildén       | 7 tháng 8, 1998   | 5       | 0  | Juventus               | v. Na Uy, 11 tháng 4 năm 2023      |
| HV                                                     | Hanna Glas WD       | 16 tháng 4, 1993  | 58      | 1  | Kansas City Current    | v. Phần Lan, 6 tháng 9 năm 2022    |
| HV                                                     | Hanna Wijk WD       | 15 tháng 12, 2003 | 0       | 0  | BK Häcken              | v. Phần Lan, 6 tháng 9 năm 2022    |
|                                                        |                     |                   |         |    |                        |                                    |
| TV                                                     | Freja Olofsson      | 24 tháng 5, 1998  | 78      | 3  | Real Madrid            | v. Trung Quốc, 16 tháng 2 năm 2023 |
| TV                                                     | Filippa Curmark WD  | 2 tháng 8, 1995   | 11      | 1  | BK Häcken              | v. Pháp, 11 tháng 10 năm 2022      |
|                                                        |                     |                   |         |    |                        |                                    |
| TĐ                                                     | Julia Zigiotti Olme | 24 tháng 12, 1997 | 24      | 0  | Brighton & Hove Albion | v. Na Uy, 11 tháng 4 năm 2023      |
| TĐ                                                     | Matilda Vinberg     | 16 tháng 3, 2003  | 3       | 0  | Hammarby IF            | v. Na Uy, 11 tháng 4 năm 2023      |
| INJ Rút lui vì chấn thương WD Rút lui vì lí do cá nhân |                     |                   |         |    |                        |                                    |